# 巴瑟斯特
巴瑟斯特（法語：Bathurst），加拿大新不伦瑞克省格洛斯特县的一个城市，位于内皮西圭特河河口附近，沙勒尔湾畔。总人口12,275（2011年）。